# I Still Do
I Still Do é o vigésimo terceiro álbum de estúdio do cantor e compositor inglês Eric Clapton. Lançado em 20 de maio de 2016 pelo selo independente Bushbranch Records/Surfdog Records, o álbum contém uma combinação de composições de Clapton com canções clássicas e influências contemporâneas interpretadas ao seu próprio estilo.
Para a produção do álbum, Clapton reuniu-se com o produtor Glyn Jones, enquanto a parte artística ficou a cargo de Sir Peter Blake, que já havia trabalhado com o artista anteriormente. É considerado uma sequência do sucesso mundial de Clapton, vindo após: The Breeze: An Appreciation of JJ Cale, lançado no verão de 2014; seu álbum de compilação Forever Man, lançado na primavera de 2015; e também seu álbum ao vivo Slowhand at 70 – Live at the Royal Albert Hall, lançado no final de 2015.

## Antecedentes

### Reecontro com Johns e Blake
O álbum I Still Do trouxe Clapton de volta aos veteranos Glyn Johns, cujos trabalhos mais significativos incluem Who's Next (The Who), Sticky Fingers (The Rolling Stones), Mad Dogs and Englishmen (Joe Cocker) e Desperado (The Eagles). Johns também trabalhou como engenheiro de som para alguns álbuns memoráveis do Led Zeppelin, como seu álbum de estreia. Johns também produziu os lançamentos de Steve Miller Band, Humble Pie, The Clash e Rita Coolidge. Clapton e Johns também trabalharam juntos no fim da década de 1970 nos álbuns Slowhand (1977) e Backless (1978) - dois lançamentos que abrigam algumas das composições favoritas de Clapton, como "Cocaine", "Wonderful Tonight" e "Lay Down Sally". Clapton teria afirmado: "Esta foi uma grande oportunidade de trabalhar com Glyn Johns novamente e também, incidentalmente, comemorar o 40º aniversário de Slowhand".
Anteriormente, Blake já havia concebido arte dos álbuns 24 Nights (1991), incluindo o encarte, os desenhos de Clapton e as fotos da banda performando no Royal Albert Hall, onde o álbum foi gravado entre 1990 e 1991.

### Participação de George Harrison
A única vez em que o excêntrico pseudônimo "L'Angelo Misterioso" havia sido utilizado pelo ex-Beatle George Harrison foi quando de sua gravação há décadas atrás com outros músicos proeminentes. A primeira vez em que Harrison fez uso do apelido foi numa gravação com o grupo Cream, quando lançaram uma versão de "Badge" no álbum Goodbye, de 1969. Desde então, Clapton e Harrison tornaram-se amigos pessoais e gravaram várias outras canções, incluindo "While My Guitar Gently Weeps" para o álbum White Album (dos Beatles) e algumas outras canções de Cloud Nine (1987). Inclusive, a dupla já gravou um álbum ao vivo colaborativo intitulado Live in Japan, lançado em 1992. Quando o ex-Beatle faleceu em 2001, Clapton organizou o Concert for George em sua homenagem.
Várias publicações, incluindo a Billboard, NME, Uncut, Sky News, entre outras, publicaram a falsa notícia. Como a mídia e o público em geral divulgaram rapidamente o assunto de que Harrison estaria no álbum, a notícia espalhou-se pelo mundo em questão de dias, afetando a imagem do álbum em vários países. Somente, a CBS e a Guitar World divulgaram o assunto como uma especulação ao invés de dar como certo.
Em 20 de fevereiro, o próprio Eric Clapton anunciou em sua conta no Facebook que George Harrison não estaria no novo álbum de estúdio. Na postagem, Clapton ainda acrescentou: "Não é verdade o rumor de que George Harrison toca ou canta no novo álbum 'I Still Do'". Contudo, a publicação foi deletada no dia seguinte. 

## Lançamento e divulgação
I Still Do foi anunciado em 18 de fevereiro de 2016. O álbum é disponível em plataforma digital, vinil (dois discos, cada um contendo três canções por lado) e em CD. Há ainda uma edição limitada em USB com vários materiais extras. Os bônus incluem duas faixas exclusivas, "Lonesome" e "Freight Train", além de 45 minutos de vídeo mostrando os bastidores e entrevistas durante as sessões de gravação. O selo Bushbranch/Surfdog Records, de propriedade do próprio cantor, distribuiu o álbum em todo o mundo.

## Recepção crítica
Jon M. Gilbertson, em crítica para o Milwaukee Journal Sentinel, opina: "I Still Do não é uma afirmação dramática, porém é firme o suficiente para merecer outro título alternativo: 'I'm Still Here'." Opinião semelhante teve o jornal brasileiro Folha de S. Paulo, afirmando que Clapton traz no álbum seu "jeito encantador e único de tocar guitarra, algo que sempre fez como se fosse a coisa mais fácil do mundo".
Por sua vez, Andy Gill, escrevendo para o The Independent, elogiou o álbum, afirmando: "Reunindo-o com o produtor de Slowhand/Backless, Glyn Johns, pela primeira vez em quatro décadas, I Still Do é o álbum mais afirmativo de Eric Clapton em décadas, sua postura discreta e requinte refletem a influência de seu falecido 'compadre' JJ Cale..."

## Faixas
| Versão Standard |                                     |                                                  |         |  |
| N.º             | Título                              | Compositor(es)                                   | Duração |  |
| 1.              | "Alabama Woman Blues"               | Leroy Carr                                       | 5:06    |  |
| 2.              | "Can't Let You Do It"               | JJ Cale                                          | 3:50    |  |
| 3.              | "I Will Be There"                   | Paul Brandy, John O'Kane                         | 4:37    |  |
| 4.              | "Spiral"                            | Eric Clapton, Andy Fairweather Low, Simon Climie | 5:04    |  |
| 5.              | "Catch The Blues"                   | Eric Clapton                                     | 4:51    |  |
| 6.              | "Cypress Groove"                    | Skip James                                       | 4:49    |  |
| 7.              | "Little Man, You've Had a Busy Day" | Maurice Sigler, Mabel Wayne, Al Hoffman          | 3:11    |  |
| 8.              | "Stones in My Passway"              | Robert Johnson                                   | 4:03    |  |
| 9.              | "I Dreamed I Saw St. Augustine"     | Bob Dylan                                        | 4:02    |  |
| 10.             | "I'll Be Alright"                   | Tradicional                                      | 4:23    |  |
| 11.             | "Somebody's Knockin'"               | JJ Cale                                          | 5:11    |  |
| 12.             | "I'll Be Seeing You"                | Irving Kahal, Sammy Fain                         | 5:00    |  |

## Desempenho comercial

### Posições nas paradas musicais
| Parada musical (2016)             | Melhor posição |
| --------------------------------- | -------------- |
| Argentina - CAPIF                 | 5              |
| Austrália - ARIA Charts           | 10             |
| Áustria - Ö3 Austria              | 3              |
| Canadá - Canadian Albums Chart    | 11             |
| Espanha - PROMUSICAE              | 6              |
| Estados Unidos - Billboard 200    | 6              |
| Estados Unidos - Top Blues Albums | 1              |
| Estados Unidos - Top Rock Albums  | 1              |
| Portugal - AFP                    | 12             |
| Reino Unido - UK Albums Chart     | 6              |

## Créditos

### Equipe técnica
- Glyn Johns – produtor
- Sir Peter Blake – arte geral

### Músicos
- Eric Clapton – guitarra, pandeireta, vocais
- Henry Spinetti – bateria
- Dave Bronze – baixo, contrabaixo
- Andy Fairweather Low - guitarras, vocais
- Paul Carrack - órgão, vocais
- Chris Stainton - teclado
- Simon Climie - guitarra, vocais
- Dirk Powell – acordeão, bandolim, vocais
- Walt Richmond – teclado
- Ethan Johns – percussão
- Michelle John – vocais
- Sharon White – vocais
- "Angelo Mysterioso" – violão, vocais